# Decisions (Star Trek: Voyager)
"Decisions" (títol original en anglès "Resolutions") és el 25è episodi de la segona temporada i el 41è del total de la sèrie de televisió de ciència-ficció estatunidenca Star Trek: Voyager. El guió va ser escrit per Jeri Taylor, i dirigit per Alexander Singer. L'episodi es va emetre a UPN el 13 de maig de 1996.
Ambientada al segle XXIV, la sèrie segueix les aventures de la tripulació de la Flota Estel·lar i els Maquis de la nau estel·lar USS Voyager després de quedar encallats al Quadrant Delta a desenes de milers d’anys llum de distància de la resta de la Federació. Aquest episodi se centra en la relació entre la capitana Janeway i el primer oficial Chakotay, que han estat abandonats en un planeta després de contreure un virus, mentre la resta de la tripulació busca una cura sota el comandament de Tuvok.
L'episodi va ser ben rebut per la crítica, que va destacar la relació entre Janeway i Chakotay; també va servir per abordar el shipping dels dos personatges entre alguns fans.

## Argument
La capitana Janeway (Kate Mulgrew) i Chakotay (Robert Beltran) contrauen un virus mortal d'un insecte wassoop, i es veuen obligats a romandre al planeta on el van contreure, on l'entorn impedeix que la malaltia els mati. Janeway ordena a la Voyager que continuï el seu viatge cap al Quadrant Alfa, amb Tuvok (Tim Russ) com a nou capità. Janeway prohibeix explícitament a Tuvok que contacti amb els vidiians, que podrien tenir coneixement d'una cura per al virus, ja que anteriorment han aprofitat totes les oportunitats per extreure òrgans de la tripulació de la Voyager.
Janeway i Chakotay es preparen per passar la resta de les seves vides sols junts al planeta. Janeway investiga possibles cures per al virus. Chakotay afirma que, com que el doctor de la Voyager (Robert Picardo) no ha pogut trobar una cura, haurien de deixar de buscar i, en canvi, gaudir del temps que els queda, però Janeway s'hi nega. Janeway troba una criatura semblant a un primat, que l'alerta d'una tempesta de plasma imminent. La tempesta destrueix ràpidament gran part de l'equip de recerca. Es desenvolupa una tensió romàntica entre Chakotay i Janeway.
Molts membres de la tripulació, especialment l'alferes Harry Kim (Garrett Wang), arriben a creure que la «Voyager» hauria de contactar amb els vidiians. La tripulació té B'Elanna Torres (Roxann Dawson), l'ADN de la qual posseeix un sistema immunitari increïblement potent que els vidians creuen que podria oferir una cura a la fàgia (una malaltia que els ha assolat durant segles). La nau també compta amb la bona voluntat de la científica vidiiana Dra. Denara Pel (Susan Diol), que havia estat salvada anteriorment pel metge de la nau; també van gaudir d'una breu relació. Tuvok i Kim discuteixen dues vegades sobre aquest curs d'acció, i Tuvok pensa que això és il·lògic. Una de les moltes raons d'això és que la «Voyager» havia destruït recentment una nau vidiiana, cosa que va provocar la pèrdua de tres-centes persones. Kim discuteix i gairebé és rellevat permanentment del seu càrrec. L'endemà, Kes (Jennifer Lien) ve a parlar amb Tuvok a la sala de preparació. Tuvok s'adona que, considerant les opinions de Kes i de molts dels tripulants del pont, canviar d'opinió podria ser el millor que es podia fer. Aleshores, la «Voyager» contacta amb els vidiians, que semblen disposats a treballar amb ells.
Tanmateix, és una trampa amb una gran força de vidiians que arriben per a la batalla. La mateixa Pel havia formulat una cura i contacta amb el Doctor al seu canal personal. Amb unes poques maniobres d'una fracció de segon, la tripulació aconsegueix transportar el medicament. Al planeta, molt després que s'haguessin netejat les restes de la tempesta, Janeway i Chakotay estan parlant del seu nou hort. De sobte, els seus comunicadors amb distintius tornen a funcionar. És Tuvok, que encara és a moltes hores de distància. Finalment, els dos deixen la seva nova llar i tornen a la "Voyager", reprenent la seva antiga relació professional.

## Actors convidats
- Simon Billig - Hogan
- Susan Diol - Denara Pel
- Bahni Turpin - Swinn

## Producció
L'episodi va ser dirigit per Alexander Singer, mentre que Jeri Taylor va escriure el guió. Dennis McCarthy va escriure la música de l'episodi. Susan Diol és l'estrella convidada com a Denara Pel, una doctora vidiiana que va aparèixer anteriorment a l'episodi de la segona temporada "Signes vitals".

### Escriptura
Com a sèrie episòdica en lloc de serialitzada, Star Trek: Voyager rarament va considerar la seva continuïtat, cosa que va generar crítiques comunes a la sèrie tenint en compte la seva premissa de quedar-se encallat de la Federació i embarcar-se en un llarg viatge per tornar a la Terra amb recursos limitats. Un crític va escriure que la sèrie evitava activament la continuïtat episòdica "com la pesta". En aquest episodi, Janeway i Chakotay mantenen una relació romàntica mentre viuen sols junts en un planeta; els personatges ja havien flirtejat abans, però la relació entre ells mai es va explorar més enllà d'aquest episodi.
Escrivint per a Tor.com el 2020, Keith DeCandido va recordar el subconjunt vocal de fans de "Voyager" presents als fòrums en línia a la dècada de 1990 que volien veure els dos personatges junts, i va elogiar la feina de l'escriptora Jeri Taylor per fer-ho a l'episodi tot mantenint la continuïtat independent. Kate Mulgrew i Robert Beltran, que van interpretar Janeway i Chakotay, respectivament, també han reconegut la demanda dels fans pel que fa a una relació entre els seus personatges, i Beltran veu aquest episodi com "un os que es va llançar als molts fans que demanaven a crits una relació entre Janeway i Chakotay".
Tant Mulgrew com Beltran han comentat la possible relació entre els personatges. Mulgrew va comentar que pensava que l'episodi era "meravellós", però que va quedar tan desconcertada com el públic que el romanç no s'explorés mai més.Beltran pensava que el guió era interessant i consolidava la seva relació, però no necessàriament d'una manera romàntica. Va criticar el romanç com a superficial, que amb prou feines progressava més enllà d’agafats de la mà,i creia que Janeway mai es va prendre Chakotay seriosament. Beltran va comentar que els guionistes mai havien considerat seriosament una relació entre Janeway i Chakotay, i que li hauria agradat veure més relacions a la sèrie més enllà de Tom Paris i B'Elanna Torres. En última instància, Beltran va sentir que tant ell com Mulgrew eren indiferents a una relació que es formés entre els dos personatges – un sentiment que Mulgrew ha compartit.

### Continuïtat
L'episodi de la setena temporada "Shattered" veu Janeway i Chakotay discutir si la seva relació podria haver progressat més, cosa que Chakotay nega.

## Recepció
Cinefantastique va qualificar l'episodi amb 2½ de 4 estrelles. Jamahl Epsicokhan de Jammer's Reviews li va donar dues estrelles de quatre i va assenyalar que té "alguns bons moments", però va criticar l'ambigüitat entre la relació de Janeway i Chakotay al planeta, ja que al públic només se'ls mostra agafats de la mà abans d'esvair-se a una pausa publicitària. DeCandido va elogiar tant la dinàmica entre Janeway i Chakotay com el paper de Tuvok com a capità interí, i va qualificar l'episodi amb un 9/10.
El 2017, Den of Geek va classificar l'actriu Susan Diol com la quarta millor estrella convidada de Star Trek: Voyager.

## Estrena en mitjans domèstics
"Decisions" es va publicar en VHS al Regne Unit juntament amb "Mínims, Part I".
El 18 de maig de 2004, aquest episodi es va publicar en DVD com a part d'una caixa recopilatòria de la segona temporada; Star Trek Voyager: Complete Second Season.